# Ruby Ferguson
Ruby Ferguson (född Rubie Constance Ashby), född 1899 i Hebden Bridge, Yorkshire i Storbritannien, död 1966, var en brittisk författare. Ferguson är mest känd för Jill-böckerna, en ungdomsbokserie på nio böcker i hästbokgenren som handlar om Jill Crewe, hennes hästar och hennes utveckling som ryttare i den fiktiva brittiska småstaden Chatton. Böckerna är skrivna i jag-form. Ett drag som skiljer Jill-böckerna från de flesta andra böcker i genren är att huvudpersonen tar avstånd från det gulliga och söta flickidealet och istället eftersträvar ett praktiskt, handlingskraftigt och rationellt ideal. Jill-böckerna har översatts till svenska och givits ut i flera omgångar.
Ferguson har även skrivit ett antal andra böcker.

## Jill-serien
Titel och årtal för originalutgåvan samt den svenska utgåvan såvitt känt
- Jill's Gymkhana (1949) - Jill i sadeln
- A Stable for Jill (1951) - Jill stallflickan
- Jill has Two Ponies (1952) - Jills ridskola (1957)
- Jill Enjoys her Ponies (1954) (senare utgiven som Jill and the Runaway) - Jill rider igen
- Jill's Riding Club (1956) - Jills ridklubb (1958)
- Rosettes for Jill (1957) - Jill tar priset (1959)
- Jill and the Perfect Pony (1959) - Jill och drömhästen
- Pony Jobs for Jill (1960) (senare utgiven som Challenges for Jill) - Jill bland vilda hästar
- Jill's Pony Trek (1962) - Jill på långritt